# Damernas lagförföljelse i bancykling vid olympiska sommarspelen 2016
Damernas lagförföljelse i bancykling vid olympiska sommarspelen 2016 avgjordes den 11-13 augusti 2016 i Rio de Janeiro.

## Medaljörer
| Event                   | Guld                                                     | Silver                                                  | Brons                                                            |
| Damernas lagförföljelse | Storbritannien                                           | USA                                                     | Kanada                                                           |
| Damernas lagförföljelse | Katie Archibald Laura Trott Elinor Barker Joanna Rowsell | Sarah Hammer Kelly Catlin Chloe Dygert Jennifer Valente | Allison Beveridge Jasmin Glaesser Laura Brown Georgia Simmerling |

## Resultat

### Kval
De åtta snabbaste lagen gick vidare från kvalet.
| Placering | Land           | Cyklister                                                           | Resultat | Noteringar |
| --------- | -------------- | ------------------------------------------------------------------- | -------- | ---------- |
| 1         | Storbritannien | Katie Archibald Laura Trott Elinor Barker Joanna Rowsell Shand      | 4:13,260 | Q, VR, OR  |
| 2         | USA            | Sarah Hammer Kelly Catlin Chloe Dygert Jennifer Valente             | 4:14,286 | Q          |
| 3         | Australien     | Georgia Baker Annette Edmondson Amy Cure Melissa Hoskins            | 4:19,059 | Q          |
| 4         | Kanada         | Allison Beveridge Jasmin Glaesser Laura Brown Georgia Simmerling    | 4:19,599 | Q          |
| 5         | Nya Zeeland    | Lauren Ellis Racquel Sheath Rushlee Buchanan Jaime Nielsen          | 4:20,061 | q          |
| 6         | Kina           | Huang Dongyan Jing Yali Ma Menglu Zhao Baofang                      | 4:25,246 | q          |
| 7         | Italien        | Simona Frapporti Tatiana Guderzo Francesca Pattaro Silvia Valsecchi | 4:25,543 | q          |
| 8         | Polen          | Daria Pikulik Edyta Jasińska Justyna Kaczkowska Natalia Rutkowska   | 4:28,988 | q          |
| 9         | Tyskland       | Gudrun Stock Charlotte Becker Mieke Kröger Stephanie Pohl           | 4:30,068 |            |

### Första omgången
Vinnarna i heat 3 och 4 gick till final och fick göra upp om guldet. Övriga sex lag fick göra upp om placeringarna 3-8.
| Placering | Heat | Land           | Cyklister                                                           | Resultat        | Noteringar |
| --------- | ---- | -------------- | ------------------------------------------------------------------- | --------------- | ---------- |
| 1         | 4    | Storbritannien | Katie Archibald Laura Trott Elinor Barker Joanna Rowsell Shand      | 4:12,152        | QG, VR, OR |
| 2         | 3    | USA            | Sarah Hammer Kelly Catlin Chloe Dygert Jennifer Valente             | 4:12,282[A]     | QG         |
| 3         | 4    | Kanada         | Allison Beveridge Jasmin Glaesser Kirsti Lay Georgia Simmerling     | 4:15,636        | QB         |
| 4         | 2    | Nya Zeeland    | Lauren Ellis Racquel Sheath Rushlee Buchanan Jaime Nielsen          | 4:17,592        | QB         |
| 5         | 3    | Australien     | Georgia Baker Annette Edmondson Amy Cure Melissa Hoskins            | 4:20,262        | Q5         |
| 6         | 1    | Italien        | Simona Frapporti Tatiana Guderzo Francesca Pattaro Silvia Valsecchi | 4:22,964        | Q5         |
| 7         | 1    | Kina           | Huang Dongyan Jing Yali Ma Menglu Zhao Baofang                      | 4:23,678        | Q7         |
| 8         | 2    | Polen          | Daria Pikulik Edyta Jasińska Justyna Kaczkowska Natalia Rutkowska   | DSQ[B] 4:27,299 |            |

### Finaler
Slutliga placeringar avgjordes i finalerna.

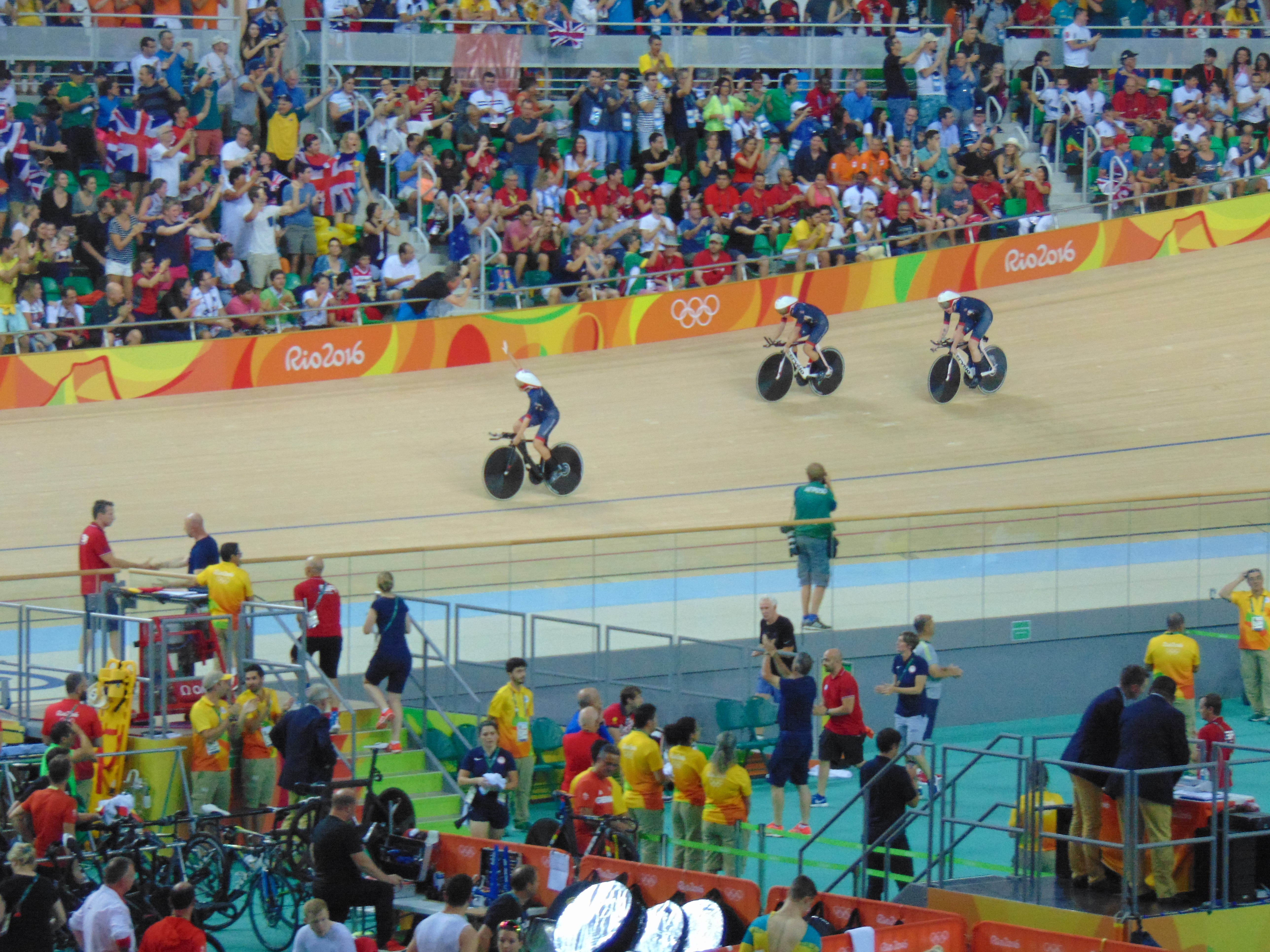
Storbritannien firar sitt guld.

| Placering                       | Land           | Cyklister                                                              | Resultat | Noteringar |
| ------------------------------- | -------------- | ---------------------------------------------------------------------- | -------- | ---------- |
| Placeringsmatch om sjunde plats |                |                                                                        |          |            |
| 7                               | Kina           | Huang Dongyan Jing Yali Ma Menglu Zhao Baofang                         |          |            |
| Placeringsmatch om femte plats  |                |                                                                        |          |            |
| 5                               | Australien     | Georgia Baker Annette Edmondson Ashlee Ankudinoff Amy Cure             | 4:21,232 |            |
| 6                               | Italien        | Beatrice Bartelloni Tatiana Guderzo Francesca Pattaro Silvia Valsecchi | 4:28,368 |            |
| Bronsmatch                      |                |                                                                        |          |            |
| 3                               | Kanada         | Allison Beveridge Jasmin Glaesser Kirsti Lay Georgia Simmerling        | 4:14,627 |            |
| 4                               | Nya Zeeland    | Lauren Ellis Racquel Sheath Rushlee Buchanan Jaime Nielsen             | 4:18,459 |            |
| Final                           |                |                                                                        |          |            |
| 1                               | Storbritannien | Katie Archibald Laura Trott Elinor Barker Joanna Rowsell Shand         | 4:10,236 | VR, OR     |
| 2                               | USA            | Sarah Hammer Kelly Catlin Chloe Dygert Jennifer Valente                | 4:12,454 |            |